# Randy Rasmussen
Pour les articles homonymes, voir Rasmussen.
(en) Statistiques sur pro-football-reference
Randall Lee Rasmussen, né le 10 mai 1945 à Saint Paul, est un joueur américain de football américain.

## Biographie

### Enfance
Rasmussen étudie à la Elba High School d'Elba et s'essaie à plusieurs sports dont le football américain,. 

### Carrière
Étudiant à l'université du Nebraska à Kearney, appelé à ce moment Kearney State College, il joue dans l'équipe de football américain de 1963 à 1966 avec ses deux frères, Gary et Bob,. Pendant sa période à la faculté, Rasmussen ne connaît que quatre fois la défaite.
Randy Rasmussen est sélectionné au douzième tour de la draft 1967 de la NFL par les Jets de New York au 302e choix. Dès sa première année chez les professionnels, le guard est nommé titulaire et remporte le Super Bowl III la saison suivante, défendant Joe Namath et libérant des espaces pour Matt Snell. Le guard dispute quinze saisons chez les Jets et notamment 144 matchs consécutifs durant sa carrière, ne ratant que quelques rencontres du fait de blessures. 
En tout, il dispute 207 matchs avec les Jets, s'élevant parmi les joueurs les plus fidèles sous le maillot vert avec notamment Pat Leahy. Après sa carrière de joueur, il devient analyste et commentateur des matchs pour la radio des Jets de New York ou encore pour le réseau radiophonique de CBS.